# Sonate voor piano (Grieg)
Edvard Grieg voltooide zijn enige Sonate voor piano in 1865, toen hij 22 jaar oud was. Het werk kreeg opusnummer 7 mee, maar Grieg had al veel meer dan zeven composities geschreven. De pianosonate is in elf dagen geschreven in de toonsoort e mineur. In 1866 verscheen de sonate in het Duits in drukvorm, Grieg bevond zich toen veelal in Leipzig. De druk verscheen nadat de componist het werk had laten zien aan Niels Gade, zijn toenmalige voorbeeld. Grieg sleutelde in 1887 nog aan werk. 
De sonate kreeg de klassieke vierdelige opzet mee:
1. Allegro moderato
2. Andante molto
3. Alla Menuetto, ma poco più lento
4. Finale: Molto allegro

In deel 1 is zijn muzikale handtekening te horen in de notensequentie E-H-G staande voor Edvard Hagerup Grieg (de H is een Duitse notatie voor B). Die handtekening verschijnt in de opening en in de maten 13 en 14. Voorts verscheen die handtekening ook in latere werken. In de sonate zijn al passages te horen die sterk doen denken aan Griegs (alweer) enige pianoconcert van twee jaar later. In 1865 ontmoette Grieg collegacomponist Rikard Nordraak, die hem beïnvloedde. 
Het is niet bekend wanneer de sonate voor het eerst te horen/zien is geweest, maar een van de eerste uitvoeringen vond plaats in Bergen op 5 oktober 1866 op een avond gewijd aan de muziek van Grieg.
Percy Grainger heeft ooit een poging ondernomen om de sonate om te zetten naar een orkestversie, aldus een brief van hem aan zijn vrouw Ella; er zijn slechts enkele schetsen van bewaard gebleven. Robert Henriques, een Deense componist kwam verder; hij orkestreerde het menuet.

## Discografie
In 1903 nam Grieg zelf twee deeltjes op om aan te tonen dat hij een goede pianist was. Later volgden tal van pianisten. De eerste complete opname dateert van 1921 en is van Una Bourne.